# 一氧化二碳
一氧化二碳（DCMO），分子式为C2O，是一种十分活泼的共价化合物。它是二氧化三碳光解的中间体，与CO、CO2和C3O2等碳氧化物联系密切。
{\displaystyle {\rm {C_{3}O_{2}\rightarrow CO+C_{2}O}}}
它相对稳定，与NO和NO2会发生反应。